# كاندية (مقاطعة)
كاندية إحدى مقاطعات اليونان أهم مدنها كاندية عاصمة الاٍقليم.

## الجغرافيا
تحدها الوحدات الإقليمية ريثيمنو من الغرب ولاسيثي من الشرق. تقع الأراضي الزراعية في الأجزاء الوسطى والشمالية على الساحل وفي الوديان. تسيطر الجبال على بقية المقاطعة ولا سيما الجنوب. الجبال الرئيسية هي أجزاء من جبال إيدا أو إيدي في الغرب وأستيروسيا في الجنوب. تشمل المقاطعة جزيرة ديا إلى الشمال.
يهيمن مناخ البحر الأبيض المتوسط الدافئ إلى الحار على الإقليم باستثناء الجبال التي تتمتع بشتاء معتدل إلى بارد.